# Gaspar Bouttats

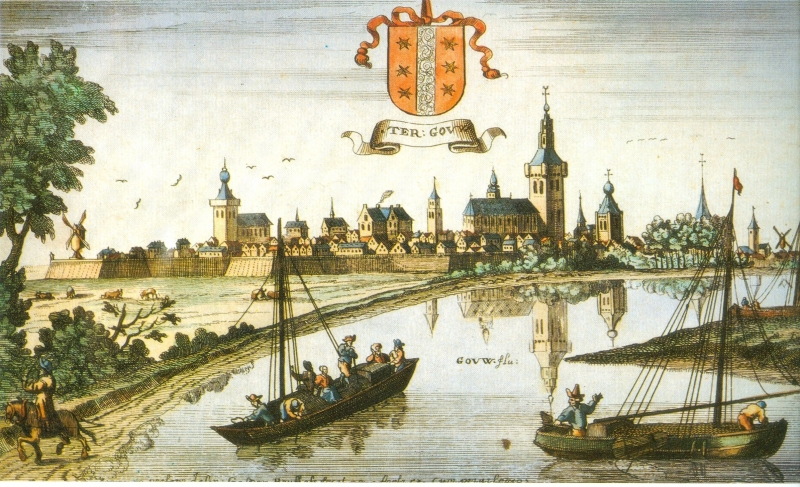
Vista di Gouda, da un disegno di Jan Peeters

Gaspar Bouttats il Vecchio noto anche come Gaspard Bouttats il Vecchio, Caspar Bouttats, Gasper Bouttats, Gaspard-Martin Bouttats e Jasper Bottats (Anversa, 1640 circa – Anversa, 1695 o 1696) è stato un incisore fiammingo del periodo barocco.

## Biografia

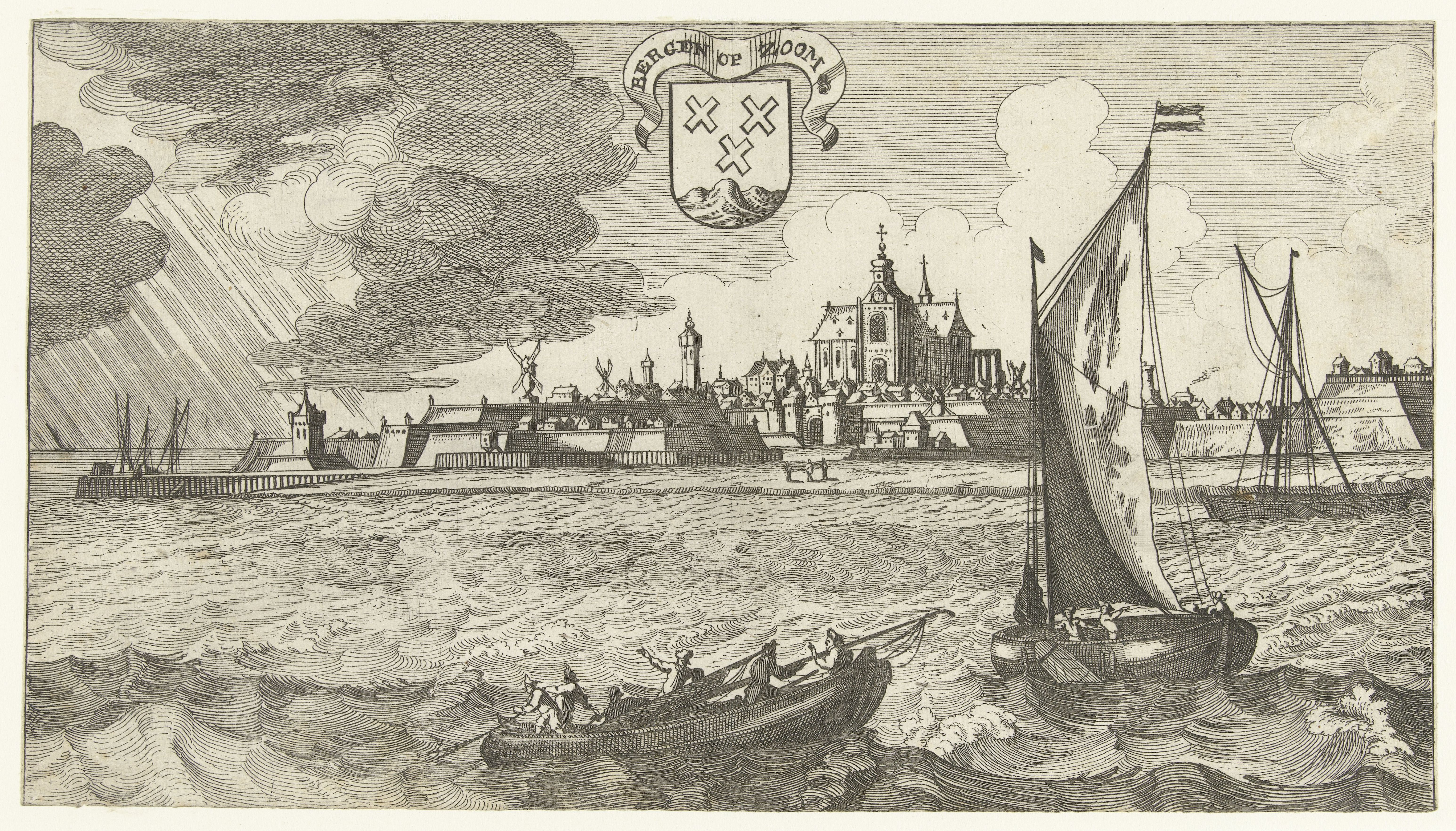
Vista di Bergen op Zoom, da un disegno di Jan Peeters

Nacque in una famiglia di incisori. Era figlio dell'incisore Frederick Bouttats il Vecchio e Marie de Weert. Suo zio Philibert Bouttats e il suo giovane fratello Frederik Bouttats il Giovane si crearono una reputazione come incisori.
Iniziò lo studio con suo padre e venne registrato, nel 1668-1669 alla Corporazione di San Luca di Anversa come "wijnmeester" (maestro del vino) che era un titolo riservato ai figli dei membri della Corporazione e indica quindi che suo padre era anche un membro in quel momento. Fu decano della Corporazione nel 1690-1691.
Bouttats ebbe come allievi suo figlio Pieter Balthazar Bouttats, Jan Antoon de Pooter, Geeraet van Caseel (1668–69), Michiel van Hove (1672–73), Jan Francis Clouwet (1672–73), Carolus Bouttats (1690–91) e Gaspar de Man (1694–95).
Morì ad Anversa nel 1695 o nel 1696.

## Opere

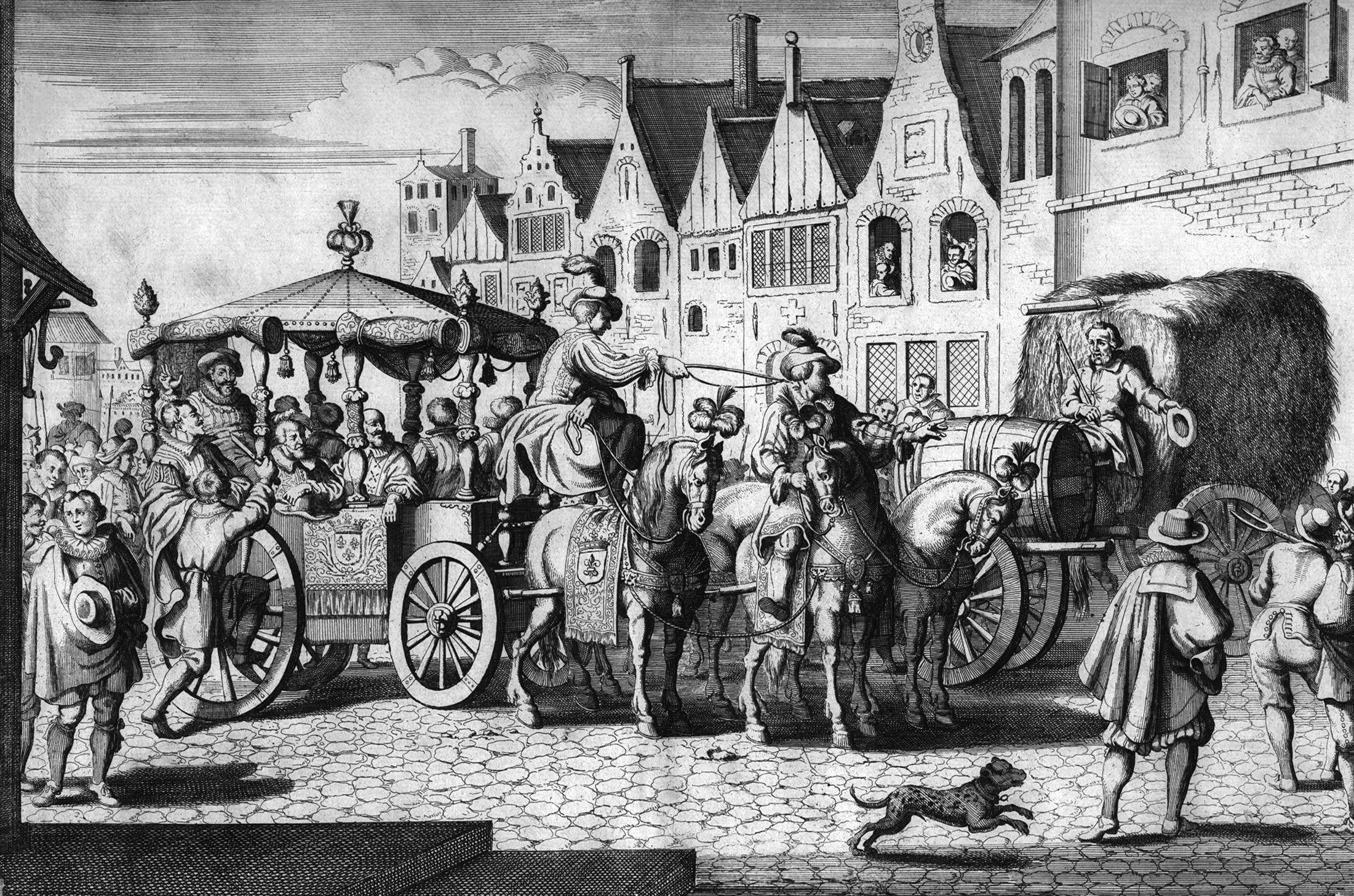
L'assassinio di Enrico IV di Francia

Incise prevalentemente per i librai, e realizzò alcune lastre da opere di altri maestri. Erano principalmente incisi e alcuni finiti con il bulino. I seguenti lavori sono suoi:
- Frontespizio per Psalms of St. Augustine; Gaspar Boutats fec.
- Il massacro di san Bartolomeo.
- L'assassinio di Enrico IV.
- La decollazione del conte Nadasti, conte Corini, e marchese Francipani.
- Una tenda di Sutler, da Philips Wouwerman.

Lavorò spesso su progetti dell'artista marino e topografo Jan Peeters il Vecchio. Incise le lastre per un volume delle vedute della città di Gerusalemme e delle aree circostanti intitolato Viste di Gerusalemme e del Paese circostante da disegni Jan Peeters. Nel 1674 incise Thooneel der Steden ende Sterckten van t'Vereenight Nederlandt met d'aengrensende Plaetsen soo in Brabandt Vlaenderen als anden Rhijn en elders verovert door de Waepenen der Groot-moghende Heeren Staeten onder het gheley vande seer Edele Hooghghebore Princen va Oranien (Scene delle città e dei forti dell'Olanda unita con i paesi limitrofi come il Brabante, le Fiandre e il Reno e conquistate altrove attraverso le armi dei grandi e potenti Stati sovrani sotto la guida del nobile principe d'Orange). Quest'ultimo lavoro offriva viste delle principali città e fortezze della Repubblica olandese, dei Paesi Bassi meridionali e lungo il Reno, su disegni di Jan Peeters.